# Croton subcomosus
Croton subcomosus är en törelväxtart som beskrevs av Johannes Müller Argoviensis. Croton subcomosus ingår i släktet Croton och familjen törelväxter. Inga underarter finns listade i Catalogue of Life.